# Il'ja Nikulin
Il'ja Vladimirovič Nikulin (in russo Илья Владимирович Никулин?; Mosca, 12 marzo 1982) è un hockeista su ghiaccio russo.

## Palmarès

### Mondiali
- 5 medaglie:
  - 3 ori (Canada 2008; Svizzera 2009; Finlandia/Svezia 2012)
  - 1 argento (Germania 2010)
  - 1 bronzo (Russia 2007)